# Angolszász irodalom

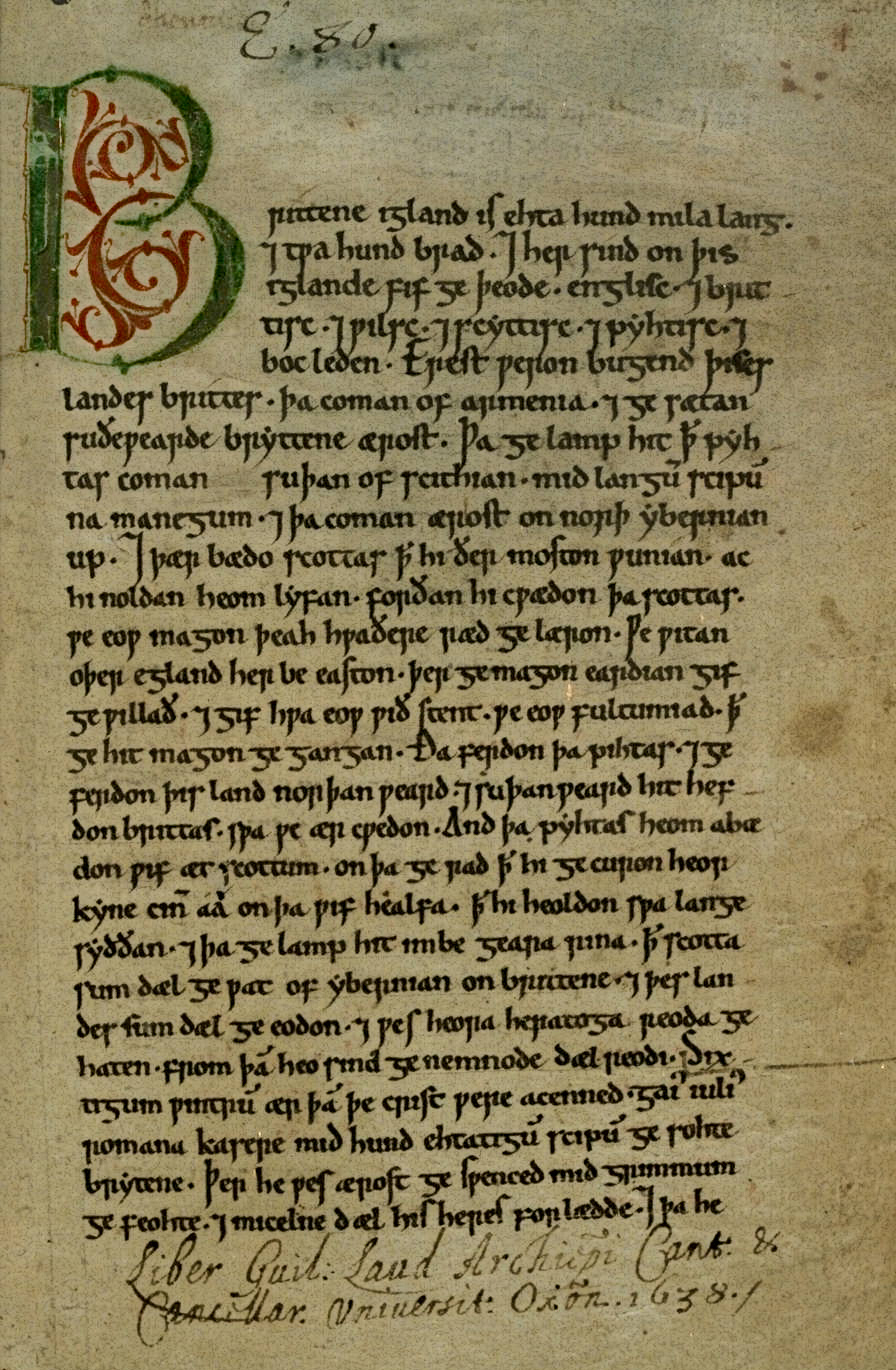
Az angolszász krónikák legfontosabb forrása a Peterborough krónika (Peterborough Chronicle) kb. 1150-ből

Angolszász irodalomnak (más néven ó-angol irodalom) azt nevezzük, melyet óangolul írtak, Nagy-Britannia 600 éves angolszász időszaka alatt, az 5. század közepétől az 1066-os normann hódításig. Ezek általában vagy epikus művek, szertartások leírásai, imák, Biblia fordítások, jogi szövegek, krónikák, találós kérdések vagy más apró feliratok. Összességében mintegy 400 olyan kézirat maradt fent ebből az időszakból, amely jelentősnek mondható és vele kapcsolatban érdemes kutatást végezni.
Néhányukban megtalálható Beowulf története, amely nemzeti eposz szintet ért el a szigetországban. Az Angolszász krónika (Anglo-Saxon Chronicle) egy olyan szöveggyűjtemény, mely a korai angolszász történelemt tárja fel. A 7. századi Caedmon ének (Cædmon's Hymn) az egyik legősibb írott angol szöveg.
Az angolszász irodalmat sokféleképpen szokták értelmezni, különböző korszakok máshogyan tulajdonítottak neki fontosságot. A 19. században és a 20. század elején az angolszász irodalom az angol nyelv germán nyelvekkel való kapcsolata miatt volt érdekes. Később ezen művek irodalmi értéke került előtérbe, ma pedig paleográfiai kutatásokat végeznek magukkal a kéziratokkal kapcsolatban, hogy olyan dolgokra derítsenek fényt, hogy pontosan mikor írták őket, hol, és kik. Arra is szeretnének fényt deríteni, hogy milyen kapcsolat lehetett az angolszászok és a kontinens más középkori népei között.

## Külső hivatkozások
- Angolszász nyelv és irodalom. In  A Pallas nagy lexikona. Szerk. Bokor József. Budapest: Arcanum – FolioNET. 1998.  ISBN 963 85923 2 X